# Ribier
De Ribier is een blauwe druivensoort die van oorsprong uit Frankrijk afkomstig is. Uit DNA onderzoek is gebleken dat het een kruising is tussen de Kharistvala Kolkhuri uit Georgië en de Muscat Hamburg uit Engeland.

## Kenmerken
Deze druif komt pas laat in bloei (mei) en is vroeg rijp. Zeer productief met grote trossen en een dikke schil. Het ras heeft wel last van meeldauw.

## Synoniemen
Afrikai Szoeloe, Alfons, Alfons Lavale,	Alfons Lavalle, Alfons Lavare, Alfonse Lavallee, Alfonso Lavallee, Almeria Negra, Alphonse Lavalee, Alphonse Lavallee Crni, Alphonso Lavallee, Ansleys Large Oval, Barbarou, Black Marocco, Black Muscadel, Blaue Geisdutte, Blaue Oliventraube, Blauer Damascener, Cespljevna, Enfes, Entes, Garnacha Roja, Garnacha Roya, Gros Noir, Grosse Noir, Karatopalak, Moltge, Oktyabrskii, Persia, Prince Royal Albert, Raisin d'Afrique, Raisin du Jerusalem, Raisin St.  Antoine, Ribier, Ribier Noir, Rimpie, Royal, Royal Albert, Royal Emile, Royal Emile Terhyden, Royal Rojo, Royal Terheyden, Slivovii, Slivovyi, Slyovy, Slyvovy.